# Louis von Stephani
Louis Ferdinand Oskar von Stephani (* 25. September 1843 in Minden; † 28. Februar 1916) war ein preußischer General der Infanterie.

## Leben

### Herkunft
Louis war ein Sohn des preußischen Landrentmeisters Ferdinand von Stephani (1812–1868) und dessen Ehefrau Hermine, geborene von Boyen († 1845). Sein Vater war zudem preußischer Premierleutnant sowie Stadtmajor und Stadtverordnetenvorsteher in Minden.

### Militärkarriere
Stephani wurde am 4. März 1860 aus dem Kadettenkorps kommend als charakterisierter Portepeefähnrich dem 15. Infanterie-Regiment der Preußischen Armee überwiesen, in dem bereits sein Vater bis zu dessen Verabschiedung Ende Oktober 1842 gedient hatte. Bis Ende Juli 1861 avancierte er zum Sekondeleutnant und war ab Ende September 1863 als Adjutant des II. Bataillons tätig. In dieser Eigenschaft nahm er 1864 im Krieg gegen Dänemark an der Belagerung der Düppeler Schanzen, den Gefechten bei Rackebüll und Lillemölle sowie der Eroberung von Alsen teil. Dafür wurde Stephani mit dem Roten Adlerorden IV. Klasse mit Schwertern ausgezeichnet.
Am 13. November 1864 stieg er zum Regimentsadjutanten auf und war während des Deutschen Krieges 1866 im Mainfeldzug an den Kämpfen bei Zella und Wiesenthal, Laufach, Aschaffenburg, Tauberbischofsheim und Gerchsheim sowie der Beschießung von Würzburg beteiligt. Für sein Wirken erhielt Stephani den Kronen-Orden IV. Klasse mit Schwertern.
Nach dem Krieg war er von Ende Oktober 1866 bis Mitte März 1870 als Adjutant zur übergeordneten 27. Infanterie-Brigade nach Düsseldorf kommandiert. Zwischenzeitlich nahm Stephani im August 1867 an der Generalstabsreise des VII. Armee-Korps teil und avancierte im September des Folgejahres zum Premierleutnant. Nachdem man ihn im Juni 1870 für einen Monat zum Departementgeschäft im Bezirk der 26. Infanterie-Brigade kommandiert hatte, wurde Stephani nach der Mobilmachung anlässlich des Krieges gegen Frankreich am 22. Juli 1870 Kompanieführer beim II. Bataillon im 15. Landwehr-Regiment. Daran schloss sich vom 9. April über den Friedensschluss hinaus bis zum 6. Juni 1871 eine Verwendung als Kompanieführer beim Ersatz-Bataillon seines Stammregiments an.
Unter Beförderung zum Hauptmann erfolgte am 12. Juli 1873 seine Ernennung zum Chef der 9. Kompanie. Mit einem Patent vom 15. Februar 1872 wurde Stephani am 25. Juni 1881 in gleicher Funktion in das Oldenburgische Infanterie-Regiment Nr. 91 versetzt, rückte Mitte August 1884 zum überzähligen Major sowie am 14. März 1885 zum Kommandeur des II. Bataillons auf. Anlässlich der Feier des 75-jährigen Bestehens seines Verbandes am 5. Dezember 1888 zeichnete ihn sein Regimentschef Peter II. mit dem Ehrenritterkreuz I. Klasse seines Haus- und Verdienstordens aus. Vom 24. März bis zum 14. Dezember 1890 war er als Oberstleutnant und etatmäßiger Stabsoffizier im Infanterie-Regiment „Großherzog Friedrich Franz II. von Mecklenburg-Schwerin“ (4. Brandenburgisches) Nr. 24 in Neuruppin und anschließend im 3. Garde-Grenadier-Regiment Königin Elisabeth in Spandau tätig. Unter Stellung à la suite beauftragt man ihn am 17. November 1892 mit der Führung des Infanterie-Regiments „Prinz Louis Ferdinand von Preußen“ (2. Magdeburgisches) Nr. 27. Am 27. Januar 1893 folgte seine Beförderung zum Oberst und die Ernennung zum Regimentskommandeur.
Unter Stellung à la suite seines Regiments beauftragt man ihn am 19. April 1896 zunächst mit der Führung der 60. Infanterie-Brigade in Straßburg, bevor er am 16. Juni 1896 unter Beförderung zum Generalmajor die Ernennung zum Kommandeur dieser Brigade erhielt. Am 22. Mai 1899 mit der Führung der in Breslau stationierten 11. Division beauftragt, avancierte Stephani am 15. Juni 1899 zum Generalleutnant und Divisionskommandeur. In dieser Eigenschaft erhielt er im Januar 1900 die Erlaubnis zur Annahme des Großkreuzes des Albrechts-Ordens und anlässlich des Ordensfestes verlieh ihm Wilhelm II. im Januar 1901 den Stern zum Roten Adlerorden II. Klasse mit Eichenlaub und Schwertern am Ringe. In Genehmigung seines Abschiedsgesuches wurde er am 6. März 1902 mit der gesetzlichen Pension zur Disposition gestellt und mit dem Kronen-Orden I. Klasse mit Schwertern am Ringe ausgezeichnet.
Nach seiner Verabschiedung erhielt Stephani am 2. Juli 1913 den Charakter als General der Infanterie.

### Familie
Aus seiner im August 1871 in Düsseldorf geschlossenen Ehe mit Marie Mensing (1847–1919) gingen eine Tochter (* 1874) und mehrere Söhne hervor, darunter der NS-Politiker Franz von Stephani (1876–1939).